# نبيل أديب
نبيل أديب عبد الله محامٍ سوداني لحقوق الإنسان رُشّحَ في 20 أكتوبر 2019 رئيسًا للجنة التحقيق في مجزرة الخرطوم في 3 يونيو، التي وقعت خلال الاحتجاجات السودانية.

## عصر عمر البشير
قدم أديب دفاعًا قانونيًا للعديد من الأشخاص الذين تعرضوا للتعذيب والسجن خلال 30 عامًا من رئاسة عمر البشير في السودان.
اعتبارًا من مايو 2016، ترأس أديب مجموعة حقوقية تدعى المرصد السوداني لحقوق الإنسان.
في 5 مايو 2016، بعد عدة أسابيع من قيام الطلاب باحتجاجات في حرم جامعة الخرطوم للدفاع عن حقهم في إنشاء اتحاد للطلاب، داهم ضباط جهاز المخابرات العامة وجهاز الأمن مكتب أديب دون أمر اعتقال. واعتدوا على اثنين من الموظفين، وصادروا ملفات قانونية والكمبيوتر المحمول الخاص بأديب، واعتقلوا عشرة طلاب ومحامين واثنين من الموظفين.

## الثورة السودانية
حوالي شهر مايو 2019، وصف أديب الأشهر الأربعة الأولى من الثورة السودانية بأنها «مذهلة حقًا». وقال: «لقد استغرق الأمر أربعة أشهر، ورغم أن النظام واجهه بالعنف، فقد ظل الشباب مصرين على إسقاطه».
أعرب أديب عن ثقته في أن مسودة الإعلان الدستوري في أغسطس 2019 كانت مناسبة للأغراض العملية للفترة الانتقالية التي مدتها 39 شهرًا للديمقراطية. وأصر على أن الوثيقة لا تحمل صفة الدستور النهائي. وأشار إلى التغييرات الدستورية التي تم تنفيذها في ثورة أكتوبر 1964، والثورة السودانية 1985.

### رئيس لجنة تحقيق مجزرة الخرطوم
في 20 أكتوبر 2019، تم ترشيح أديب رئيسًا للجنة التحقيق في مذبحة الخرطوم في 3 يونيو التي وقعت خلال الاحتجاجات السودانية. أُنشِئت اللجنة بموجب المادة 7. (16) من مسودة الإعلان الدستوري في أغسطس 2019، لتغطية «الانتهاكات المرتكبة في 3 يونيو 2019، والأحداث والحوادث التي ارتكبت فيها انتهاكات لحقوق وكرامة المواطنين المدنيين والعسكريين».

## وجهات نظر
عزا أديب التمييز ضد المسيحيين في السودان إلى الاعتقاد السياسي، المتأثر بالقومية العربية، بأن الأمة يجب أن يكون لها هوية واحدة. وجادل بأن التمييز القانوني لصالح الإسلام تعزز بشكل متعاقب منذ الخمسينيات في السودان، مما أدى إلى انفصال جنوب السودان عام 2011. كما جادل أديب بأن السودان يتمتع بمستوى عال من التنوع الديني وأنه «لا يوجد أشخاص آخرون أكثر تسامحًا من المسلمين السودانيين».